# Arseni Gritsiouk
Arseni Sergueïevitch Gritsiouk - en russe : Арсений Сергеевич Грицюк et en anglais : Arseni Gritsyuk - (né le 15 mars 2001 à Krasnoïarsk dans le kraï de Krasnoïarsk) est un joueur professionnel russe de hockey sur glace. Il évolue au poste d'attaquant.

## Biographie

### Carrière en club
Formé au Sokol Krasnoïarsk, il rejoint les équipes de jeunes de l'Avangard Omsk et commence sa carrière junior dans la MHL lors de la saison 2018-2019 avec les Omskie Iastreby. Il est choisi au cinquième tour, en cent-vingt-neuvième position par les Devils du New Jersey lors du repêchage d'entrée dans la LNH 2019. En 2019-2020, il dispute ses deux premiers matchs en senior avec l'Ijstal Ijevsk dans la VHL, le deuxième échelon russe. Le 1er octobre 2020, il joue son premier match dans la KHL avec l'Avangard face au HK Vitiaz. Il remporte la Coupe Gagarine 2021 avec l'Avangard.

### Carrière internationale
Il représente la Russie au niveau international. Il prend part aux sélections jeunes.

## Trophées et honneurs personnels

### KHL
- 2022: remporte le trophée Tcherepanov de la meilleure recrue.

## Statistiques

### En club
| Saison    | Équipe                   | Ligue |    | Saison régulière | Saison régulière | Saison régulière | Saison régulière | Saison régulière |   | Séries éliminatoires | Séries éliminatoires | Séries éliminatoires | Séries éliminatoires | Séries éliminatoires |
| Saison    | Équipe                   | Ligue | PJ | B                | A                | Pts              | Pun              | PJ               | B | A                    | Pts                  | Pun                  |                      |                      |
| 2018-2019 | Omskie Iastreby          | MHL   | 30 | 12               | 9                | 21               | 20               | 8                | 3 | 2                    | 5                    | 0                    |                      |                      |
| 2019-2020 | Omskie Iastreby          | MHL   | 59 | 28               | 35               | 63               | 28               | 4                | 2 | 0                    | 2                    | 0                    |                      |                      |
| 2019-2020 | Ijstal Ijevsk            | VHL   | 2  | 1                | 2                | 3                | 0                | -                | - | -                    | -                    | -                    |                      |                      |
| 2020-2021 | Avangard Omsk            | KHL   | 12 | 1                | 1                | 2                | 4                | 3                | 0 | 0                    | 0                    | 0                    |                      |                      |
| 2020-2021 | Metallourg Novokouznetsk | VHL   | 8  | 2                | 4                | 6                | 2                | -                | - | -                    | -                    | -                    |                      |                      |
| 2020-2021 | Omskie Iastreby          | MHL   | 6  | 4                | 5                | 9                | 2                | -                | - | -                    | -                    | -                    |                      |                      |
| 2021-2022 | Avangard Omsk            | KHL   | 39 | 16               | 12               | 28               | 8                | 13               | 6 | 4                    | 10                   | 4                    |                      |                      |
| 2022-2023 | Avangard Omsk            | KHL   | 66 | 15               | 25               | 40               | 26               | 11               | 3 | 1                    | 4                    | 2                    |                      |                      |
| 2023-2024 | SKA Saint-Pétersbourg    | KHL   | 50 | 19               | 19               | 38               | 8                | 10               | 4 | 2                    | 6                    | 2                    |                      |                      |
| 2024-2025 | SKA Saint-Pétersbourg    | KHL   | 49 | 17               | 27               | 44               | 14               | 6                | 1 | 4                    | 5                    | 0                    |                      |                      |

### En équipe nationale
| Année | Compétition                          |   | PJ | B | A | Pts | Pun | +/-               |  | Résultat |
| 2019  | Championnat du monde moins de 18 ans | 7 | 3  | 2 | 5 | 4   | 0   | Médaille d'argent |  |          |
| 2021  | Championnat du monde junior          | 6 | 1  | 3 | 4 | 0   | +4  | Quatrième place   |  |          |
| 2022  | Jeux olympiques                      | 6 | 2  | 2 | 4 | 0   | +4  | Médaille d'argent |  |          |